# Marlain Veal
Marlain Guy Veal (Gretna, Luisiana, 21 de abril de 1996) es un baloncestista estadounidense que pertenece a la plantilla del Ankaragucu Mamak de la TBL turca. Con 1,75 metros de estatura, juega en la posición de base.

## Trayectoria deportiva

### Universidad
Jugó cuatro temporadas con los Lions de la Universidad del Sudeste de Luisiana, en las que promedió 12,6 puntos, 4,5 asistencias, 3,7 rebotes y 1,7 robos de balón por partido. por partido. en sus dos últimas temporadas fue incluido en el mejor quinteto de la Southland Conference, y también en el mejor quinteto defensivo. En 2018 fue además elegido jugador defensivo del año de la conferencia. Acabó su carrera como el líder histórico de los Lions en partidos jugados (132), asistencias (595) y robos de balón (220).

### Profesional
Tras no ser elegido en el Draft de la NBA de 2019, en el mes de agosto firmó su primer contrato profesional con el Final Gençlik de la TBL, la segunda división turca. En su primera temporada, y hasta el parón por el coronavirus, promedió 23,1 puntos, 7,7 rebotes y 7,1 asistencias por partido.